# Grolier
Grolier è una casa editrice statunitense fondata da Walter M. Jackson, all'epoca partner di Horace Everett Hooper nella pubblicazione della X edizione dell'Encyclopædia Britannica e nello sviluppo della XI edizione. Si dissociò da Hooper nel 1908-1909 dopo un contenzioso legale, a seguito del fallimento per il controllo dell'Enciclopedia Britannica da Hooper; Jackson fondò la Grolier Society, specializzata nella pubblicazione di edizioni rare. La società fu rinominata in Grolier Club; tale club venne fondato nel 1884 a Boston per promuovere la diffusione del libro. Il nome si rifaceva a Jean Grolier, un importante collezionista di libri francese. Dopo le vicende legali con Hooper, Grolier acquisì il diritto a pubblicare la britannica Children's Encyclopaedia con il nome Book of Knowledge. La società fu registrata come organizzazione commerciale nel 1936 con il nome Grolier Society, Inc. e poi il nome cambiò definitivamente in Grolier Incorporated nel 1960. Nel 1969 i propri prodotti erano venduti in 40 paesi. Nel 1980 diventò leader mondiale nella distribuzione di enciclopedie popolari, soddisfacendo sia il mercato consumer che quello business (in Italia distribuiva Europages). 

È stata la prima casa editrice ad interagire con i propri clienti mettendo loro a disposizione un servizio di consulenza "a consumo" fruibile a mezzo posta, così da poter ottenere risposte da esperti. Ha realizzato, prima nel mondo, prodotti editoriali su CD-ROM e libri di didattica collaborando con grandi gruppi come Disney. È stata la prima in Italia a produrre prodotti multimediali per consòle Commodore CDTV e Philips CD-i. 
Nel 1988 Hachette (Gruppo Lagardère), che già possedeva un 5% del capitale azionario di Grolier, lanciò un'OPA per conseguire il pieno controllo della società statunitense. A seguito di questa acquisizione, la società in Italia prese il nome di Grolier Hachette International S.p.A., con sede a Milano.
Nel 1997 Hachette cede i diritti all'editore Federico Motta diventando così Grolier Italia S.p.A.
Nel 1998 Grolier Italia lancia la prima banca dati interattiva in Internet fruibile con una consòle collegata alla TV. Nel 2008 Grolier Italia lancia il Progetto Archimedia. Nel 2009 il Progetto Archimedia diventa fruibile anche in mobilità. Grolier aveva un giro di affari internazionale di 100 milioni di dollari principalmente in Gran Bretagna, Canada e Asia. Il 1º maggio 2000 il gruppo francese Lagardère SCA, proprietario di Grolier, la vendette alla Scholastic Corporation per 400 milioni di dollari. Grolier ebbe nel 1999 un fatturato di 450 milioni di dollari ed un utile di circa 45 milioni, con un fatturato Internet di 4,5 milioni di dollari.